# Икарус 280
Икарус 280 е съчленен автобус, произвеждан от унгарския производител Икарус в периода от 1973 до 2002 г.
На базата на автобуса е произвеждан и тролейбуса Икарус 280Т. Моделът е използван в някои от социалистическите страни, включително и в България.